# Claude Garamond
Claude Garamond (1480, možná 1499 Paříž – 4. listopadu 1561 tamtéž) byl francouzský typograf, řezač písma a písmolijec. Vzdělání v typografii získal u pařížského knihtiskaře Geoffroye Toryho a posléze u Antoine Augereaua, s kterým spolupracoval. Ze známých písem lze zmínit zejména jeho antikva z roku 1540, dnes nazývaná Garamond, ale navrhl také Grecs du roi, řecké písmo z roku 1541 pro jednoho z Garamondových velkých zákazníků Roberta Estienna.